# Стрельба из лука

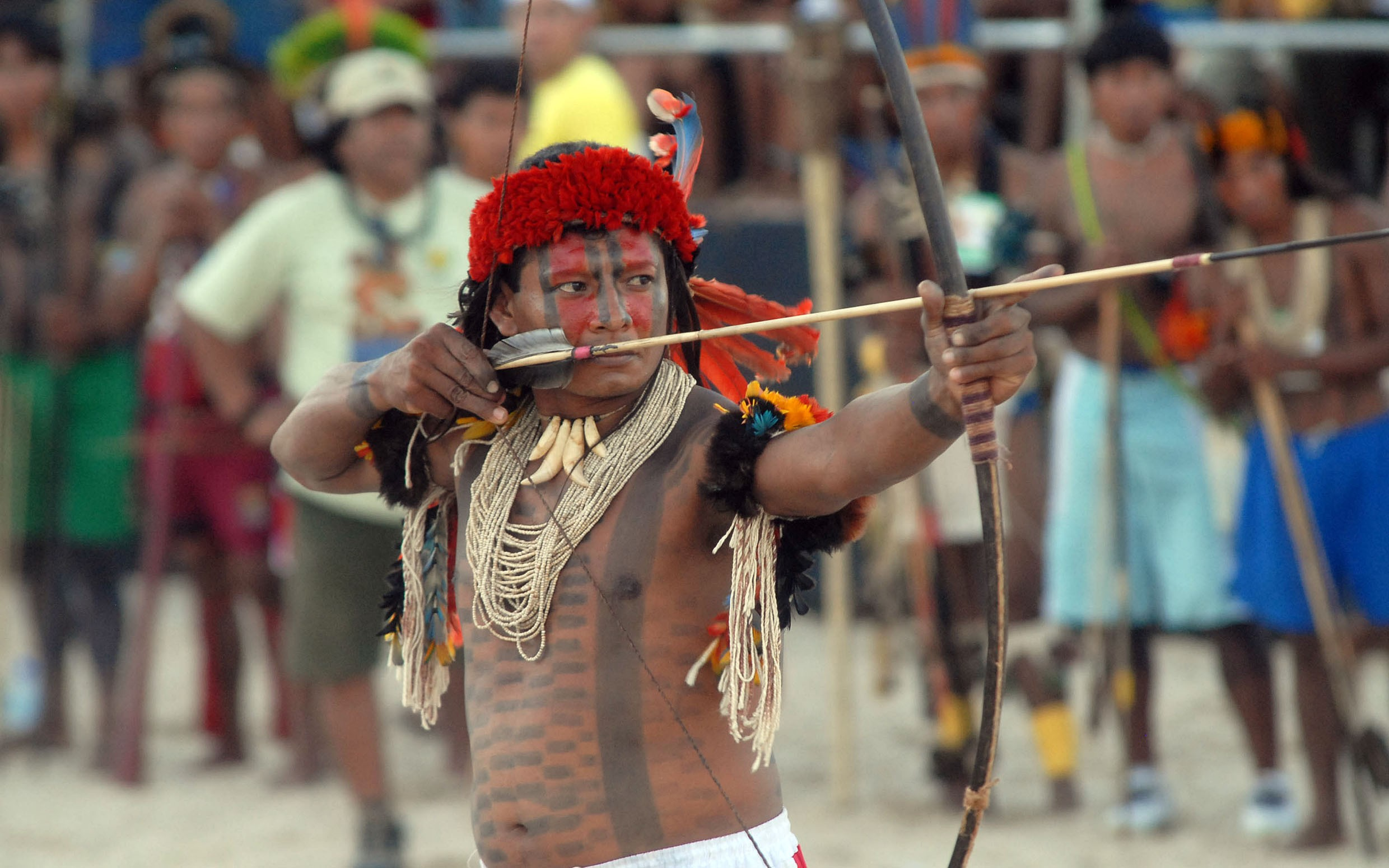
Бразильский индеец, стреляющий из лука

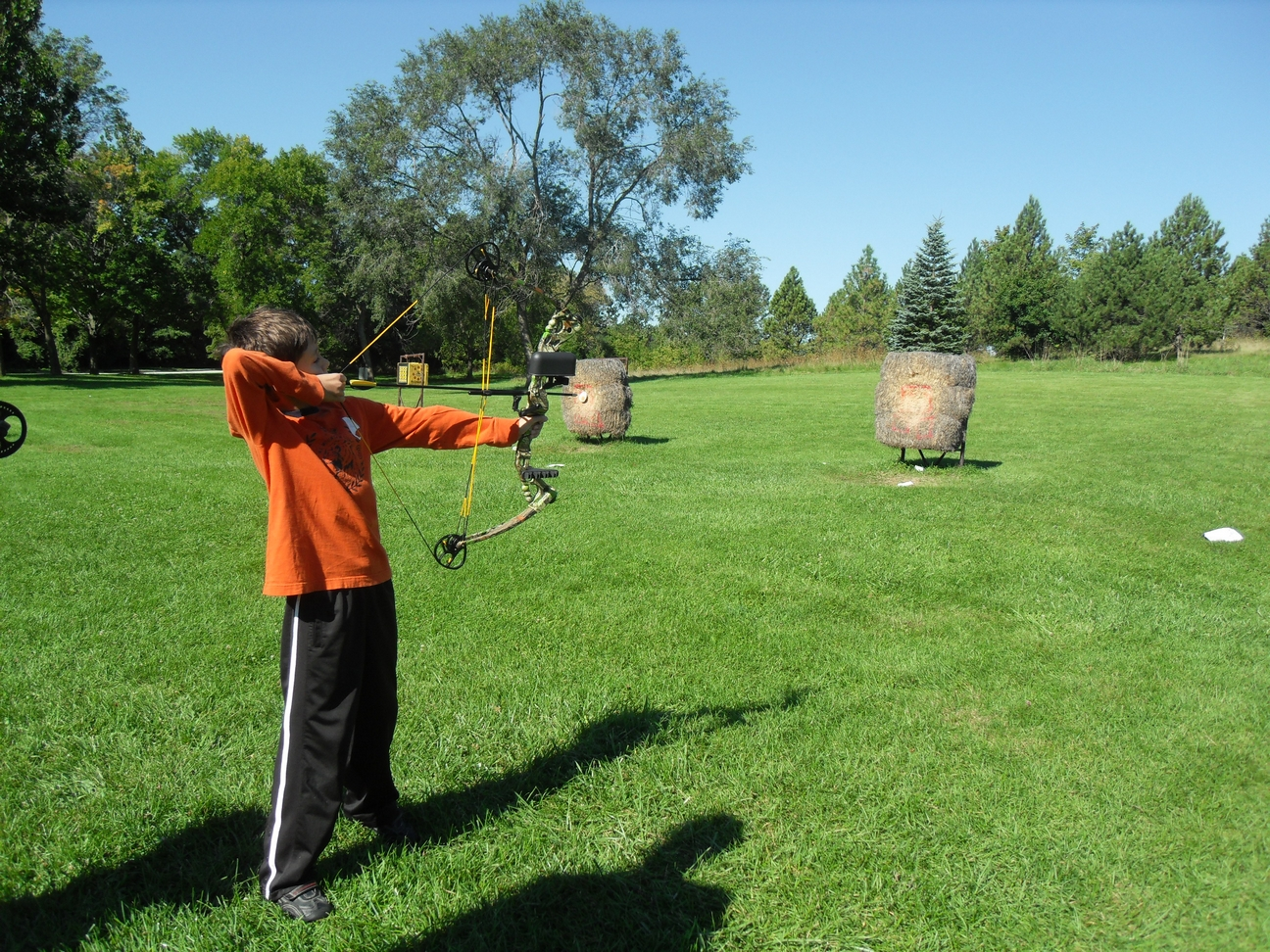
Стрельба из лука в парке отдыха в Милуоки

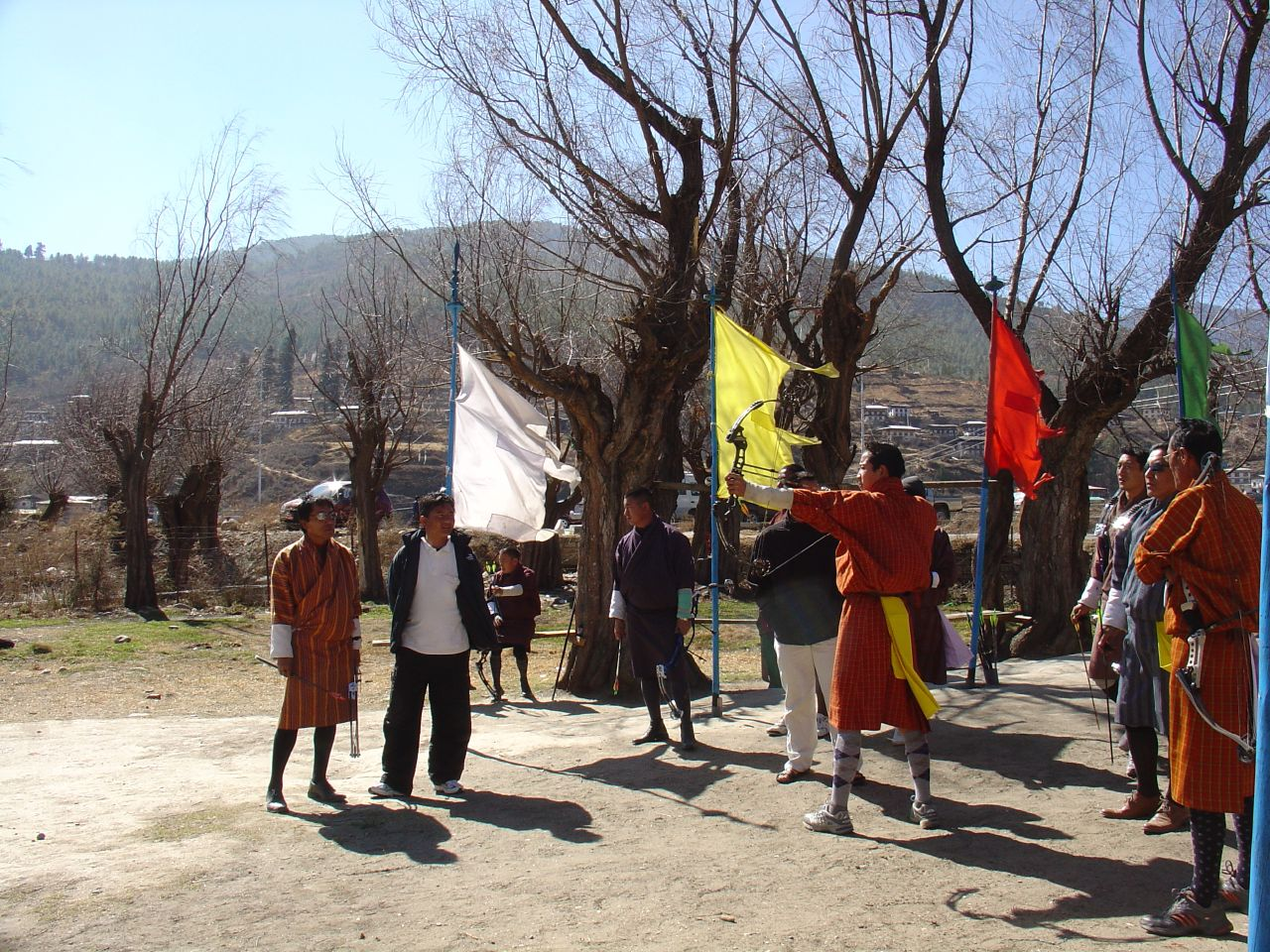
Стрельба из лука в Бутане, 2008

Стрельба из лука — искусство или практическое умение по стрельбе в цель (либо на дальность) с использованием лука и стрел.
Искусство стрельбы из лука возникло в эпоху позднего палеолита либо раннего мезолита. Старейшие находки, связанные со стрельбой из лука, датируются IX—VIII веками до н. э. Исторически стрельба из лука использовалась для охоты и боевых действий. Лук использовался с такой целью практически повсеместно. Единственным регионом, где искусство стрельбы из лука не было известно вплоть до XIX века, является Австралия и Океания. В крупных боевых действиях лук последний раз использовался в начале XIX века.
В настоящее время является одним из видов спорта.
В некоторых странах стрельба из лука является достаточно популярным видом отдыха и развлечения, несмотря на потенциальную опасность. На специально оборудованных стрельбищах устанавливают мишени, чаще всего из спрессованной соломы. (См., например, Стрельба из лука в Бутане.)
Дистанция для стрельбы не регламентируется, но можно использовать расстояние, принятое у профессиональных охотников из лука — 20 ярдов.